# Élections sénatoriales de 2017 dans le Nord
Les élections sénatoriales de 2017 dans le Nord ont lieu le dimanche 24 septembre 2017. Elles ont pour but d'élire les sénateurs représentant le département au Sénat pour un mandat de six années.

## Contexte départemental
Lors des élections sénatoriales de 2011 dans le Nord, onze sénateurs ont été élus au scrutin proportionnel : un DVD, une EÉLV, une NC, deux PCF, deux UMP et quatre PS.
Depuis, tous les effectifs du collège électoral des grands électeurs ont été renouvelés, avec les élections législatives de 2017, les élections régionales et départementales de 2015 et les élections municipales de 2014.

## Sénateurs sortants
| Sénateur | Sénateur                | Parti | Fonctions lors de l'élection en 2011                                                    |
| -------- | ----------------------- | ----- | --------------------------------------------------------------------------------------- |
|          | Éric Bocquet            | PCF   | Maire de Marquillies                                                                    |
|          | Michelle Demessine      | PCF   | Sénatrice sortante et adjointe au maire de Lille                                        |
|          | Michel Delebarre        | PS    | Député de la 13e circonscription du Nord et maire de Dunkerque                          |
|          | Delphine Bataille       | PS    | Conseillère générale de Carnières                                                       |
|          | Dominique Bailly        | PS    | Conseiller régional et maire d'Orchies                                                  |
|          | Anne-Lise Dufour-Tonini | PS    | Maire de Denain                                                                         |
|          | René Vandierendonck     | PS    | Conseiller régional et maire de Roubaix                                                 |
|          | Valérie Létard          | UDI   | Sénatrice sortante et adjointe au maire de Valenciennes                                 |
|          | Alex Türk               | DVD   | Sénateur sortant                                                                        |
|          | Alain Poyart            | LR    | Président de la communauté de communes du Cœur de l'Avesnois                            |
|          | Jacques Legendre        | LR    | Sénateur sortant, vice-président de la CA de Cambrai et conseiller municipal de Cambrai |

1. ↑  Succède à Marie-Christine Blandin, démissionnaire le 3 juillet 2017.
2. ↑  Succède à Béatrice Descamps, démissionnaire le 15 juin 2017, qui elle-même avait été appelée à remplacer Patrick Masclet, mort le 4 juin 2017, qui avait lui-même succédé à Jean-René Lecerf, démissionnaire le 21 avril 2015.

## Présentation des listes et des candidats
Les nouveaux représentants sont élus pour une législature de 6 ans au suffrage universel indirect par les 5 677 grands électeurs du département. Dans le Nord, les sénateurs sont élus au scrutin proportionnel plurinominal. Leur nombre reste inchangé, onze sénateurs sont à élire et treize candidats doivent être présentés sur la liste pour qu'elle soit validée. Chaque liste de candidats est obligatoirement paritaire et alterne entre les hommes et les femmes. Douze listes sont déposées dans le département.

### « L’Humain d’abord! Au cœur de la République» (Parti communiste français)
| No | Candidats | Candidats                | Parti | Principale fonction                    |
| -- | --------- | ------------------------ | ----- | -------------------------------------- |
| 01 |           | Éric Bocquet             | PCF   | Sénateur sortant, maire de Marquillies |
| 02 |           | Michelle Gréaume         | PCF   | Maire d'Onnaing                        |
| 03 |           | Charles Beauchamp        | PCF   | Conseiller départemental d'Aniche      |
| 04 |           | Carole Weidich           | PCF   | Adjointe au maire d'Aulnoye-Aymeries   |
| 05 |           | Charles Lemoine          | PCF   | Maire de Roeulx                        |
| 06 |           | Delphine Castelli        | PCF   | Conseillère municipale de Dunkerque    |
| 07 |           | Étienne Dumoulin         | PCF   | Maire d'Anstaing                       |
| 08 |           | Isabelle Denizon-Zawieja | PCF   | Conseillère départementale de Denain   |
| 09 |           | Christophe Pannier       | PCF   | Maire de Bruille-Saint-Amand           |
| 10 |           | Edith Gabrelle           | PCF   | Conseillère municipale de La Madeleine |
| 11 |           | Bernard Debreu           | PCF   | Maire de Seclin                        |
| 12 |           | Brigitte Lefebvre        | PCF   | Conseillère municipale de Caudry       |
| 13 |           | Patrick Viltart          | PCF   | 1er adjoint au maire de Louvroil       |

### « Avec ses élus, le Nord plus fort! » (Parti socialiste)
| No | Candidats | Candidats            | Parti | Principale fonction                                                                                       |
| -- | --------- | -------------------- | ----- | --- |
| 01 |           | Patrick Kanner       | PS    | Conseiller départemental de Lille-5, ancien ministre                                                      |
| 02 |           | Martine Filleul      | PS    | Conseillère départementale de Lille-4                                                                     |
| 03 |           | Dominique Bailly     | PS    | Sénateur sortant et maire d'Orchies                                                                       |
| 04 |           | Bernadette Sopo      | PS    | Maire de La Sentinelle                                                                                    |
| 05 |           | Bertrand Ringot      | PS    | Conseiller départemental de Grande-Synthe, 5e vice-président de la CU de Dunkerque et maire de Gravelines |
| 06 |           | Frédérique Plaisant  | PRG   | Adjointe au maire de Gravelines                                                                           |
| 07 |           | Benjamin Saint-Huile | PS    | Président de la CA Maubeuge Val de Sambre et maire de Jeumont                                             |
| 08 |           | Marie Fabre          | PS    | |
| 09 |           | Didier Leblond       | PS    | Maire de Landrecies                                                                                       |
| 10 |           | Sophie Desrumaux     | PS    | Conseillère municipale de Caudry                                                                          |
| 11 |           | Luc Waymel           | PS    | Maire de Drincham                                                                                         |
| 12 |           | Myriam De Smedt      | PS    | |
| 13 |           | Mehdi Chalah         | PS    | |

### « Pour nos territoires, écoute et équilibre » (divers gauche)
| No | Candidats | Candidats             | Parti | Principale fonction                     |
| -- | --------- | --------------------- | ----- | --------------------------------------- |
| 01 |           | Delphine Bataille     | PS    | Sénatrice sortante                      |
| 02 |           | Benjamin Dumortier    | DVG   | Maire de Cysoing                        |
| 03 |           | Véronique Willems     | DVG   | Adjointe au maire d'Hasnon              |
| 04 |           | Eric Lavallée         | DVG   | Adjoint au maire de Feignies            |
| 05 |           | Delphine Cuvilier     | DVG   | Adjointe au maire d'Avesnelles          |
| 06 |           | Pascal George         | DVG   |                                         |
| 07 |           | Geneviève Gautier     | DVG   | Maire de Lesdain                        |
| 08 |           | Vianney Versavel      | DVG   |                                         |
| 09 |           | Marie-Noëlle Dehestru | DVG   |                                         |
| 10 |           | Philippe Lehericey    | DVG   | Conseiller municipal d'Herlies          |
| 11 |           | Marie-France Baillon  | DVG   | Conseillère municipale de Thun-l'Évêque |
| 12 |           | Jacques Ruffin        | DVG   | Maire de Preux-au-Bois                  |
| 13 |           | Giselda de Rugeriis   | DVG   |                                         |

Delphine Bataille avait proposé sa propre liste, qui n'a pas été validée par le vote des militants de la fédération socialiste. Alors qu'elle figurait initialement en quatrième position sur la liste proposée par Patrick Kanner, elle n'apparait plus sur la liste définitive et mène une liste dissidente, ralliée à La République en marche.

### « L’Écologie des territoires » (Europe Écologie Les Verts)
| No | Candidats | Candidats             | Parti | Principale fonction                      |
| -- | --------- | --------------------- | ----- | ---------------------------------------- |
| 01 |           | Myriam Cau            | EÉLV  | Conseillère municipale de Roubaix        |
| 02 |           | Thomas Frémond        | EÉLV  |                                          |
| 03 |           | Pascale Pavy          | G·s   | Conseillère municipale de Bailleul       |
| 04 |           | Stéphane Baly         | EÉLV  | Conseiller municipal de Lille            |
| 05 |           | Virginie Hénocq       | EÉLV  | Conseillère municipale de Leffrinckoucke |
| 06 |           | Yannick Brohard       | EÉLV  |                                          |
| 07 |           | Elisabeth Saint-Guily | ECO   |                                          |
| 08 |           | Olivier Descamps      | EÉLV  |                                          |
| 09 |           | Marie-Noelle Bernard  | EÉLV  | Conseillère municipale de Seclin         |
| 10 |           | Dominique Plancke     | EÉLV  |                                          |
| 11 |           | Janine Lecaille       | EÉLV  |                                          |
| 12 |           | Damien Carême         | EÉLV  | Maire de Grande-Synthe                   |
| 13 |           | Maryse Faber Rossi    | EÉLV  |                                          |

### « Le Nord en marche » (La République en marche)
| No | Candidats | Candidats                | Parti | Principale fonction                 |
| -- | --------- | ------------------------ | ----- | ----------------------------------- |
| 01 |           | Frédéric Marchand        | LREM  | Maire d'Hellemmes-Lille             |
| 02 |           | Elisabeth Gressier       | LREM  | Maire de Strazeele                  |
| 03 |           | Philippe Loyez           | UDI   | Maire de Noyelles-sur-Escaut        |
| 04 |           | Delphine Alexandre       | LREM  |                                     |
| 05 |           | Pascal Lequien           | LREM  | Adjoint au maire de Dunkerque,      |
| 06 |           | Marie-Christine Ringotte | PS    | Adjointe au maire de Wattrelos      |
| 07 |           | Christian Mathon         | DVD   | Maire de Capinghem                  |
| 08 |           | Cathy Bouchez            | LREM  |                                     |
| 09 |           | Jean-François Baudry     | LREM  | Maire de Féron                      |
| 10 |           | Roxane Grioche           | LREM  |                                     |
| 11 |           | Gérald Darmanin          | LREM  | Ministre, ancien maire de Tourcoing |
| 12 |           | Joëlle Bouttefeux        | PS    | Ancienne maire d'Anor               |
| 13 |           | Maxence Delehaye         | LREM  |                                     |

### «République et territoires» (Union des démocrates et indépendants)
| No | Candidats | Candidats            | Parti | Principale fonction |
| -- | --------- | -------------------- | ----- | --- |
| 01 |           | Valérie Létard       | UDI   | Sénatrice sortante, première vice-présidente du conseil régional des Hauts-de-France                                               |
| 02 |           | Olivier Henno        | UDI   | Maire de Saint-André-lez-Lille, vice-président du conseil départemental                                                            |
| 03 |           | Isabelle Kherkof     | DVD   | Maire déléguée de Coudekerque-Village, vice-présidente de la CUD                                                                   |
| 04 |           | Max-André Pick       | LR    | 1er adjoint au maire de Roubaix, vice-président du conseil départemental                                                           |
| 05 |           | Danièle Druesnes     | DVD   | Maire de Bellignies, vice-présidente de la CC Pays de Mormal                                                                       |
| 06 |           | Jean-René Lecerf     | DVD   | Président du conseil départemental du Nord, ancien sénateur, conseiller municipal de Lille                                         |
| 07 |           | Sylvie Clerc         | DVD   | Conseillère déléguée du Cateau-Cambrésis, conseillère départementale                                                               |
| 08 |           | Christian Poiret     | DVD   | 1er vice-président du conseil départemental, président de Douaisis Agglo                                                           |
| 09 |           | Hélène Moeneclaey    | DVD   | Maire de Lompret |
| 10 |           | Jean-Luc Detavernier | LR    | Maire d'Aix, vice-président du conseil départemental, président de la CCPC                                                         |
| 11 |           | Martine Arlabosse    | UDI   | Adjointe au maire de Dunkerque, maire délégué de Malo-les-Bains, vice-présidente de la CU de Dunkerque, conseillère départementale |
| 12 |           | Arnaud Decagny       | UDI   | Maire de Maubeuge, vice-président du département, vice-président de la CAMVS                                                       |
| 13 |           | Cécile Gallez        | LR    | Maire de Saint-Saulve, ancienne députée                                                                                            |

### « Sauvegardons nos communes au Sénat! » (Les Républicains)
| No | Candidats | Candidats                | Parti | Principale fonction                                                                  |
| -- | --------- | ------------------------ | ----- | ------------------------------------------------------------------------------------ |
| 01 |           | Marc-Philippe Daubresse  | LR    | Maire de Lambersart, ancien ministre, ancien député                                  |
| 02 |           | Brigitte Lherbier        | LR    | Conseillère régionale, adjointe au maire de Tourcoing, ancienne conseillère générale |
| 03 |           | Sylvain Tranoy           | LR    | Adjoint au maire de Cambrai                                                          |
| 04 |           | Marie-Sophie Lesne       | LR    | Maire du Quesnoy                                                                     |
| 05 |           | Joël Duyck               | DVD   | Maire de Merville                                                                    |
| 06 |           | Patricia Moone           | DVD   | Maire de Berthen                                                                     |
| 07 |           | Mickaël Hiraux           | LR    | Maire de Fourmies                                                                    |
| 08 |           | Maryse Dumortier         | DVD   | Conseillère municipale de Valenciennes                                               |
| 09 |           | Alain Mension            | MoDem | Maire de Raimbeaucourt                                                               |
| 10 |           | Mady Dorchies            | LR    | Conseillère régionale                                                                |
| 11 |           | Bernard Gérard           | LR    | Maire de Marcq-en-Barœul, ancien député                                              |
| 12 |           | Caroline Boisard-Vannier | LR    | Conseillère régionale                                                                |
| 13 |           | Philippe Barret          | DVD   | Maire de Santes                                                                      |

### « Une nouvelle voie pour le Nord » (divers droite)
| No | Candidats | Candidats            | Parti | Principale fonction                                                          |
| -- | --------- | -------------------- | ----- | ---------------------------------------------------------------------------- |
| 01 |           | Jean-Pierre Bataille | LR    | Maire de Steenvoorde                                                         |
| 02 |           | Marjorie Gosselet    | LR    | Maire de Niergnies                                                           |
| 03 |           | Régis Desseaux       | DVD   |                                                                              |
| 04 |           | Carole Borie         | DVD   | Conseillère départementale                                                   |
| 05 |           | Sébastien Leprêtre   | LR    | Maire de La Madeleine                                                        |
| 06 |           | Elisabeth Pruvot     | DVD   | Maire de Croix-Caluyau                                                       |
| 07 |           | Jean-Jacques Peyraud | LR    | Maire de Flers-en-Escrebieux                                                 |
| 08 |           | Monique Huon         | CPNT  | Conseillère régionale                                                        |
| 09 |           | François Kinget      | LR    | Conseiller municipal de Lille                                                |
| 10 |           | Maria Alvarez        | DVD   |                                                                              |
| 11 |           | Pascal Fromont       | DVD   | Maire de Coutiches                                                           |
| 12 |           | Sophie Lefebvre      | DVD   |                                                                              |
| 13 |           | Jacques Donnay       | LR    | Ancien sénateur, ancien député européen, ancien président du conseil général |

### « Les élus locaux s’engagent » (divers droite)
| No | Candidats | Candidats                | Parti | Principale fonction                                                     |
| -- | --------- | ------------------------ | ----- | ----------------------------------------------------------------------- |
| 01 |           | Jean-Pierre Decool       | DVD   | Ancien député, ancien maire de Brouckerque                              |
| 02 |           | Catherine Lefebvre       | DVD   | Maire de Beaucamps-Ligny                                                |
| 03 |           | Jean-Luc Hallé           | DVD   | Maire d'Hamel                                                           |
| 04 |           | Sylviane Maur            | DVD   | Maire de Bantouzelle                                                    |
| 05 |           | Pierre Griner            | DVD   | Maire de Quiévrechain                                                   |
| 06 |           | Marie-Thérèse Pincede    | DVD   | Maire de Forest-sur-Marque                                              |
| 07 |           | Bernard Chauderlot       | DVD   | Maire de Glageon                                                        |
| 08 |           | Dany Hallant             | DVD   | Maire de Vred                                                           |
| 09 |           | Christian Dumont         | DVD   |                                                                         |
| 10 |           | Renée Stievenart         | DVD   | Maire d'Aubry-du-Hainaut                                                |
| 11 |           | Pascal Thurette          | DVD   | Maire de Monceau-Saint-Waast                                            |
| 12 |           | Marie-Madeleine Campagne | DVD   | Maire de Saint-Sylvestre-Cappel                                         |
| 13 |           | Alex Türk                | DVD   | Sénateur sortant, ancien conseiller général, ancien conseiller régional |

### « La Voix des communes et des territoires » (divers droite)
| No | Candidats | Candidats             | Parti | Principale fonction                                                 |
| -- | --------- | --------------------- | ----- | ------------------------------------------------------------------- |
| 01 |           | Dany Wattebled        | UDI   | Maire de Lesquin, conseiller départemental                          |
| 02 |           | Marie-Annick Dezitter | LR    | Maire d'Avesnes-sur-Helpe, vice-présidente du conseil départemental |
| 03 |           | Luc Monnet            | DVD   | Maire de Templeuve-en-Pévèle                                        |
| 04 |           | Anne Voituriez        | DVD   | Maire de Loos                                                       |
| 05 |           | Jean-Marc Gosset      | UDI   | Conseiller départemental                                            |
| 06 |           | Ghislaine Petitprez   | DVD   | Adjointe au maire de Bailleul                                       |
| 07 |           | Claude Merly          | DVD   | Maire de Marchiennes                                                |
| 08 |           | Anita Rousseau        | DVD   |                                                                     |
| 09 |           | Paul Sagniez          | UDI   | Maire de Solesmes                                                   |
| 10 |           | Danièle Ponchaux      | DVD   | Maire d'Emmerin                                                     |
| 11 |           | Joffrey Zbierski      | DVD   | Maire de Provin                                                     |
| 12 |           | Annie Leys            | LR    | Conseillère départementale, adjointe au maire de Wattignies         |
| 13 |           | Joël Wilmotte         | LR    | Conseiller départemental, maire d'Hautmont                          |

### « Pour la défense de nos communes et de nos départements » (Front national)
| No | Candidats | Candidats          | Parti | Principale fonction                                                  |
| -- | --------- | ------------------ | ----- | -------------------------------------------------------------------- |
| 01 |           | Mélanie Disdier    | FN    | Conseillère régionale, conseillère municipale de Caudry              |
| 02 |           | Adrien Nave        | FN    | Conseiller régional, conseiller municipal de Dunkerque               |
| 03 |           | Régine Andris      | FN    | Conseillère municipale d’Abscon                                      |
| 04 |           | André Murawski     | FN    | Conseiller régional, conseiller municipal d’Ostricourt               |
| 05 |           | Virginie Rosez     | FN    | Conseillère régionale, conseillère municipale de Neuville-en-Ferrain |
| 06 |           | Guy Cannie         | FN    | Conseiller municipal de Douai                                        |
| 07 |           | Michèle Dandois    | FN    | Conseillère municipale de Denain                                     |
| 08 |           | Eric Cattelin-Denu | FN    | Conseiller municipal de Lille                                        |
| 09 |           | Astrid Leplat      | FN    | Conseillère régionale, conseillère municipale de Roubaix             |
| 10 |           | Gérard Quinet      | FN    | Conseiller municipal de Petite-Forêt                                 |
| 11 |           | Patricia Plancke   | FN    | Conseillère municipale de Provin                                     |
| 12 |           | Sébastien Chenu    | FN    | Député de la 19e circonscription du Nord                             |
| 13 |           | Sylvie Goddyn      | FN    | Députée européenne                                                   |

### « Le Parti de la France – Droite nationale » (extrême droite)
| No | Candidats | Candidats                 | Parti | Principale fonction                   |
| -- | --------- | ------------------------- | ----- | ------------------------------------- |
| 01 |           | Dominique Slabolepszky    | PDF   | Ancien conseiller régional            |
| 02 |           | Nadine Fournard           | PDF   | Conseillère municipale d’Anzin        |
| 03 |           | Jean-Luc François Laurent | PDF   | Conseiller municipal de Valenciennes  |
| 04 |           | Sandra Boudrenghien       | PDF   |                                       |
| 05 |           | Serge Thomes              | PDF   | Ancien conseiller municipal de Denain |
| 06 |           | Danielle Weber            | PDF   |                                       |
| 07 |           | Nicolas Zahar             | PDF   |                                       |
| 08 |           | Monique Audegond          | PDF   |                                       |
| 09 |           | Frédéric Delplace         | PDF   |                                       |
| 10 |           | Corinne Laire             | PDF   |                                       |
| 11 |           | Gérard Debaenst           | PDF   |                                       |
| 12 |           | Michelle Beal             | PDF   | Ancienne conseillère régionale        |
| 13 |           | Christian Baeckeroot      | PDF   | Ancien député                         |

## Résultats
| Tête de liste                                                                                             | Tête de liste            | Liste                                     | Voix  | %     | Élus |  |
| --- | ------------------------ | ----------------------------------------- | ----- | ----- | ---- |  |
| | Valérie Létard           | Union des démocrates et indépendants (LR) | 998   | 17,90 | 2    |  |
| République et territoires                                                                                 |                          |                                           | 998   | 17,90 | 2    |  |
| | Patrick Kanner           | Parti socialiste (PRG)                    | 986   | 17,69 | 2    |  |
| Avec ses élus, le Nord plus fort !                                                                        |                          |                                           | 986   | 17,69 | 2    |  |
| | Éric Bocquet             | Parti communiste français                 | 749   | 13,44 | 2    |  |
| L'Humain d'abord ! Au cœur de la République                                                               |                          |                                           | 749   | 13,44 | 2    |  |
| | Marc-Philippe Daubresse  | Les Républicains (MoDem)                  | 679   | 12,18 | 2    |  |
| Liste d'union des Républicains, des centristes et des non-inscrits : Sauvegardons nos communes au Sénat ! |                          |                                           | 679   | 12,18 | 2    |  |
| | Frédéric Marchand        | La République en marche (PS - UDI)        | 446   | 8,00  | 1    |  |
| Le Nord en marche                                                                                         |                          |                                           | 446   | 8,00  | 1    |  |
| | Jean-Pierre Decool       | Divers droite                             | 439   | 7,88  | 1    |  |
| Les élus locaux s'engagent                                                                                |                          |                                           | 439   | 7,88  | 1    |  |
| | Dany Wattebled           | Divers droite (UDI - LR)                  | 435   | 7,80  | 1    |  |
| La Voix des communes et des territoires                                                                   |                          |                                           | 435   | 7,80  | 1    |  |
| | Mélanie Disdier          | Front national                            | 248   | 4,45  | 0    |  |
| Liste bleu marine pour la défense de nos communes et de nos départements                                  |                          |                                           | 248   | 4,45  | 0    |  |
| | Jean-Pierre Bataille     | Divers droite (LR - CPNT)                 | 224   | 4,02  | 0    |  |
| Une nouvelle voie pour le Nord                                                                            |                          |                                           | 224   | 4,02  | 0    |  |
| | Myriam Cau               | Écologiste (EÉLV - G.s)                   | 188   | 3,37  | 0    |  |
| L’Écologie des territoires                                                                                |                          |                                           | 188   | 3,37  | 0    |  |
| | Delphine Bataille        | Divers gauche (PS)                        | 160   | 2,87  | 0    |  |
| Pour nos territoires, écoute et équilibre                                                                 |                          |                                           | 160   | 2,87  | 0    |  |
| | Dominique Slabolepszy    | Extrême droite (PDF)                      | 22    | 0,39  | 0    |  |
| Le Parti de la France – Droite nationale                                                                  |                          |                                           | 22    | 0,39  | 0    |  |
| |                          |                                           |       |       |      |  |
| Exprimés                                                                                                  | Exprimés                 | Exprimés                                  | 5 574 | 97,86 |      |  |
| Blancs | Blancs                   | Blancs                                    | 72    | 1,26  |      |  |
| Nuls | Nuls                     | Nuls                                      | 50    | 0,88  |      |  |
| Votants                                                                                                   | Votants                  | Votants                                   | 5 696 | 100   | 11   |  |
| Abstention                                                                                                | Abstention               | Abstention                                | 160   | 2,73  |      |  |
| Inscrits / participation                                                                                  | Inscrits / participation | Inscrits / participation                  | 5 859 | 97,27 |      |  |